# Age of Dinosaurs – Terror in L.A.
Age of Dinosaurs – Terror in L.A. ist ein US-amerikanischer Monster-Horrorfilm der für Low-Budget-Filme bekannten Filmgesellschaft The Asylum aus dem Jahr 2013. Regisseur Joseph J. Lawson drehte für Asylum bereits den Film Nazi Sky – Die Rückkehr des Bösen! und war bei vielen Asylum-Produktionen für die visuellen Effekte zuständig. Hauptdarsteller Treat Williams wurde für seine Rolle im Film Hair bekannt, die ihm eine Nominierung für den Golden Globe Award einbrachte.

## Handlung
Das Biotechnologie-Unternehmen Geneti-Sharp, das für seine medizinischen Fortschritte bei der Heilung von Brandopfern bekannt ist, experimentiert mit der DNA von Dinosauriern, um diese wieder zu züchten und für Veranstaltungen aller Art zu vermarkten. Justin, Unternehmensvorstand von Geneti-Sharp, lädt Interessenten und potentielle Käufer in die Firmenzentrale nach Los Angeles ein, um die Ergebnisse der Experimente vorzuführen. Tatsächlich ist es gelungen, mehrere fleischfressende Dinosaurierarten zu züchten, die dem Publikum unter großen Sicherheitsvorkehrungen präsentiert werden. Unter den Gästen sind der Feuerwehrmann Gabe Jacobs und seine Tochter Jade, die zu Beginn der Vorstellung gelangweilt den Saal verlässt.
Während der Präsentation gelingt es den Dinosauriern, die Sicherheitsbarrieren zu überwinden; die Gäste im Publikum werden attackiert, und Panik bricht aus. Jade kann in den Keller flüchten und sich in einem Schrank verstecken. Das Gebäude wird verriegelt, um ein Ausbrechen der Saurier in die Stadt zu verhindern. Die alarmierten Polizei- und SWAT-Einheiten glauben zunächst an einen Scherz, können aber durch ein Handyfoto von der tatsächlichen Gefahr überzeugt werden. Gabe gelingt es, seine Tochter zu befreien und mit ihr zu fliehen. Der Strom im Gebäude wird abgestellt, was dazu führt, dass die zahlreichen Zuchtanlagen für weitere Dinosaurier zerstört werden und dutzende weitere Exemplare freikommen. Diese können schließlich die Türen des Gebäudes überwinden, massakrieren die anwesenden Polizeieinheiten und dringen nach Downtown Los Angeles vor.
In der Innenstadt stürmen sie ein Einkaufszentrum, in das auch Gabe und Jade geflüchtet sind. Auf den Straßen kommt es zu blutigen Kämpfen zwischen Menschen und Dinosauriern. Hubschrauber werden von Flugsauriern angegriffen. Als das Gebäude einzustürzen droht, gelingt es Jade, auf das Dach zu fliehen. Justin, der per Helikopter die Mall erreicht, versucht gemeinsam mit ihr ihren Vater aus dem Haus zu retten. Gabe und Jade gelingt die Flucht auf das Dach, Justin wird von einem Dinosaurier getötet. Beim Versuch, den rettenden Helikopter zu erreichen, rutscht Jade jedoch ab und stürzt in die Tiefe. Ein Pteranodon ergreift sie und schleppt sie auf den Hollywood-Schriftzug. Gabe folgt ihm mit dem Hubschrauber, der vom Flugsaurier attackiert wird und auf dem Schriftzug zu liegen kommt. Schließlich gelingt es Gabe, den Saurier von Jade abzulenken und mitsamt dem Helikopter in die Tiefe stürzen zu lassen.

## Rezeption
„Auch ein Geschäftsmodell: Seit gut zehn Jahren baut die US-Firma ‚The Asylum‘ Blockbuster von A wie ‚Avatar‘ bis Z wie ‚World War Z‘ unter ähnlich klingenden Titeln (‚Zombie Invasion War‘) als billig produzierte Mockbuster nach. […] Mehr zum Bemitleiden als zum Fürchten.“

„Asylum lässt die Saurier von der Kette, engagiert dazu vergleichsweise namhafte Darsteller, und gibt den animierten Kreaturen zur Feier des Tages ein Vielfaches jener Spielzeit, die teuren Morphen sonst von Asylum zugestanden wird. Treat Williams macht gute Miene zu vorhersehbarem Spiel, Ronny Cox reicht als wahnsinniger Schmierlappen schon früh den Abschied ein. Quasi das Finale des ersten „Jurassic Park“ in der Extended Version, hausintern klar überm Durchschnitt.“

## Sonstiges
Die Idee, Dinosaurier aus erhalten gebliebener DNA zu züchten, wurde bereits in mehreren Filmen thematisiert. Der erfolgreichste Film dabei war Jurassic Park aus dem Jahr 1993.
In einer Szene steht eine Flasche im Bild, die ein Etikett mit der Aufschrift Dodgson 06/09/93 trägt. Dabei handelt es sich um eine Anspielung auf Jurassic Park: Dodgson war der Name des Mannes, der den Techniker Dennis Nedry im Film beauftragte, die Dinosaurier-Embryonen zu stehlen; 06/09/93 ist die US-amerikanische Schreibweise für den 9. Juni 1993, an diesem Tag startete Jurassic Park in den Kinos.